# Jhajjar
Jhajjar (en hindi: झज्जर ) es una ciudad de la India, centro administrativo del distrito de Jhajjar, en el estado de Haryana.

## Geografía
Se encuentra a una altitud de 216 m s. n. m. a 274 km de la capital estatal, Chandigarh, en la zona horaria UTC +5:30.

## Demografía
Según estimación 2011 contaba con una población de 51 222 habitantes.